# 国歌

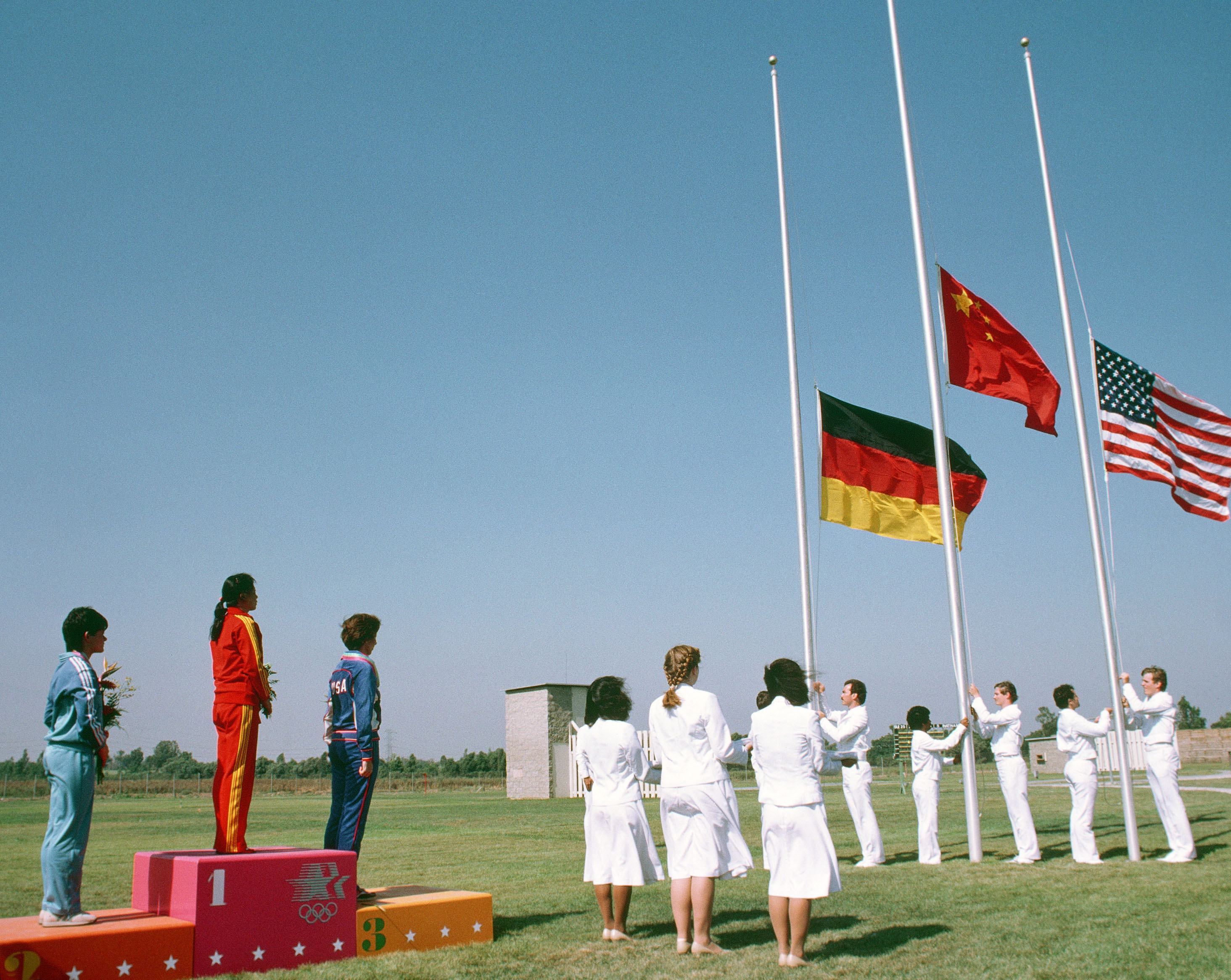
1984年ロサンゼルスオリンピック ライフル競技の表彰式（メダル授与式）。3位までが所属する国の国旗が掲揚され、1位の国（中国）の国歌が演奏される。

国歌（こっか）は、国家を象徴する歌曲または器楽曲のこと。

## 歴史
国歌（英：national anthem）の源流の一部は、近代初期におけるヨーロッパ諸国の王室歌（英：royal anthem）に求めることができる。オランダの王室歌（および現在の国歌）である「ヴィルヘルムス」は1572年頃に完成したとされ、現在使用されている国歌の中では世界最古の旋律を有する。イギリス王室歌である「国王陛下万歳」がはじめて演奏されたのは1619年のことであり、その後ジョージ２世の治下（1745年）に編曲されたのち、イギリスの国歌および英連邦王国諸国の王室歌として現在も用いられている。スペインの王室歌（および現在の国歌）である「国王行進曲」は1770年に、デンマークの国歌および王室歌である「クリスチャン王は高き帆柱の傍に立ちて」は1780年に、神聖ローマ帝国（のちにオーストリア帝国およびオーストリア＝ハンガリー帝国）の「神よ、皇帝フランツを守り給え」は1797年にそれぞれ制定されている。東アジアでは、阮朝ベトナムが西洋様式の帝室歌「登壇宮」を1802年に制定している。
王室歌としてではなく、一国の国歌として初めて公式に規定されたのはフランス国歌「ラ・マルセイエーズ」で、フランス革命後の国民公会（1795年）において、第一共和政下のフランスの国歌に定められた。19世紀以降、これに範をとる形で国歌を制定する国は徐々に増えていった。これはヨーロッパやラテンアメリカにおける国民国家の発生と軌を同じくするものであり、国王本人や王室ではなく、国家そのもの（および国民統合）の象徴を決定する必要に迫られたためであった。ただし1920年代までに制定された国歌は、新国家の独立や新政府の樹立に伴うか、またはそれらに引き続いて定められたものが多い。この例としてはアルゼンチン（1813年）、ペルー（1821年）、ベルギー（1830年）、ブラジル（1831年）、イタリア王国（1831年）、リベリア（1847年）、ギリシャ王国（1865年）、大日本帝国（1888年）、フィリピン（第一共和国、1898年）、ポルトガル（第一共和政、1911年）、トルコ（1921年）、ドイツ（ヴァイマル共和政、1922年）、アイルランド共和国（1926年）などがある。この例外はロシア帝国（1833年）、清（1911年）など比較的少数にとどまる。またこの時期に制定された国歌では、君主国においてはイギリス国歌に、共和国や革命政府においてはフランス国歌に、歌詞の内容のみならず曲調においても少なくない影響を受けたものが多い。
1920年版のオリンピック憲章により、オリンピック大会における金メダル受賞者に対しての国歌の演奏が規定された。これ以降、国際スポーツ大会において国歌が演奏される機会が増加していくこととなり、それまで国歌を持たなかった国々が国歌を制定する大きな動機づけとなった。1931年には、1776年の独立以来公式な国歌を持たなかったアメリカが「星条旗」を国歌として初めて法的に制定した。これに続いてメキシコ（1943年）、スイス（1961年）などの国が国歌の採用もしくは法制化を行なっている。第二次世界大戦期以降、とりわけ1960年代の植民地解体期以降に独立した国においては、独立と同時に国歌を制定することが一般的となった。

## 法的地位
国歌の法的な位置付けは国によって大きく異なる。憲法において規定されている国（フランス、中国など）、法律で規定されている国（アメリカ、日本、ロシア、カナダなど）、大統領令や政令で規定されている国（韓国など）、慣習的に国歌とされているものの、何らの法的な裏付けが存在しない国（イギリス、ドイツ、スウェーデンなど）がある。

## 様式
9割以上の国が長調の曲を採用している。その中でももっとも一般的なのはヘ長調であり、変ロ長調、ハ長調がこれに次ぐ。比較的珍しいのは嬰ハ長調、変ニ長調、ニ短調などである。

使われている調別に国を色分けした地図

国歌のスタイルは行進曲形式、賛美歌形式のほか、アジアやアフリカ諸国のものでは民族音楽形式のものも多い。ラテンアメリカ、旧ソ連、一部ヨーロッパ諸国の国歌は比較的長いものが多く、ウルグアイ国歌は通しで演奏すると（演奏速度により）4分半ないし6分かかる。ギリシャ国歌（キプロス国歌も同じ）は非公式ながら158番までの詞がつけられている。一方でアジア、アフリカ、オセアニアでは比較的短いものが多く、日本国歌、ウガンダ国歌、ケニア国歌、サウジアラビア国歌などの演奏時間はいずれも30秒程度である。

## 作詞作曲
国歌の中には世界的に著名な人物によって作詞・作曲がなされたものがある。例として、フランツ・ヨーゼフ・ハイドンによって作曲されたドイツ国歌、ウォルフガング・アマデウス・モーツァルトによって作曲されたオーストリア国歌、アラム・ハチャトゥリアンの作曲によるアルメニア・ソビエト社会主義共和国の国歌、ノーベル文学賞受賞者であるラビンドラナート・タゴールにより作詞作曲されたインドの国歌、バングラデシュの国歌などが挙げられる。しかし国外では有名でない人物により作詞・作曲された国歌の方が圧倒的に多く、また近代以前に作られた歌の中には作詞・作曲者が不明なものも存在する。このような例としては、作詞・作曲者ともに不明なイギリス国歌、作曲者が不明なスペイン国歌やオランダ国歌、古今和歌集の詠み人知らずの和歌から歌詞を取った日本国歌「君が代」などがある。また特に20世紀以降に作詞・作曲されたものの中には、個人としての作詞作曲者をあえて明示せず、「合作」としているものも存在する（南スーダン国歌の詞曲、トルクメニスタン国歌の歌詞、文化大革命期の中国国歌の歌詞など）。
国歌の作詞作曲はその国の国民によってなされたものが多いが、例外も存在する。イギリスのジョン・スタフォード・スミスにより作曲された「天国のアナクレオンへ」のメロディを流用したアメリカ国歌、フィンランド人のフレドリック・パシウスによる作曲のエストニア国歌などが例としてある。作曲が外国人による場合でも作詞は自国民によるケースがほとんどだが、パラグアイ国歌はウルグアイ人のフランシスコ・アクーニャ・デ・フィゲロア（ウルグアイ国歌の作詞者でもある）の作詞、イタリア人のフランチェスコ・カッサーレの作曲によるものであり、作詞作曲の双方が外国人によってなされている点で特異である。

## 歌詞
自国の自然風土を賛美するもの、国家の安寧を祈願するものは国家の政体を問わず普遍的である。その他、君主国においては君主への賛美、忠誠などを表現したものが多い。フランスおよびその影響を受けたラテンアメリカ、アフリカ諸国では、自由の価値を讃えるものや外敵との抗争を歌ったものが多い。中東諸国においてはイスラム教およびアラーを讃える国歌が一般的である。一方、キリスト教の神に言及する国歌はイギリスおよびその旧植民地諸国に多く、それ以外では少ない。
スペインやボスニア・ヘルツェゴビナなどの国においては、主として歴史的・民族的要因により、国歌に公式な歌詞が存在しない（器楽曲）。
公用語が複数ある国家では、国歌の歌詞も各言語のものがすべて正式なものとして認められている場合が多い。例としてスイス国歌は公用語である4つの言語（ドイツ語、フランス語、イタリア語、ロマンシュ語）すべてで歌詞が作られている。一方でシンガポール国歌のように、人口的には少数派の言語であるマレー語での歌唱が義務付けられているものも存在する。複数言語でそれぞれ独立した歌詞が存在するものの、それらを部分的に織り交ぜて歌唱することが通例となっているもの（カナダ国歌、ニュージーランド国歌など）、さらには公式の歌詞そのものが複数言語で書かれ、常に多言語で歌われるもの（南アフリカ国歌）もある。

## 国歌の使用機会
国歌は、国内向けには愛国心の涵養および表現のため、また国外向けには国旗などと同様に、国家の象徴として他国との区別を行うために用いられる。
国旗掲揚式では、国旗の掲揚と降下時に国歌が演奏されることが多い。多くの国では学校で教育の一環として国歌の演奏・歌唱が行われるほか、毎日始業時などに国歌斉唱を行う国もある（タンザニアなど）。ほとんどの国営テレビ局やラジオ局は、放送開始前の早朝と放送終了後の夜間に国歌を流している。外交の場では、歓迎式典でホスト国とゲスト国双方の国歌が演奏されることが多い。
国歌斉唱や演奏の際には、国により、またシチュエーションにより、敬礼、起立、脱帽など、特定の礼儀作法が求められることがある。
スポーツイベントの試合前にも国歌演奏・歌唱が行われることがある。サッカーやラグビーなど、スポーツの主要な国際大会では試合を行う両国の国歌が演奏され、開催国の国歌が後に演奏される。オリンピックや世界選手権の表彰式でメダルが授与される際には、金メダルを獲得した選手の国歌が演奏される。アメリカのメジャーリーグベースボールや日本のプロ野球をはじめ、国内のチーム同士の対戦の際にも国歌の歌唱が行われる場合がある。
一方で、ある国の国歌が国外で演奏されるかどうかは、その国の置かれている政治的立場、および国際的承認の有無に左右される。例えば、中華民国（台湾）は1979年以降、国際オリンピック委員会から独立した国家として認められておらず、チャイニーズタイペイ（中華台北または中国台北）として競技に参加しなければならないため、国歌の代わりに「中華民国国旗歌」が使用される。なお台湾国内では国旗掲揚と国旗降納が行われる前に国歌が歌われ、掲揚および降納中は国旗歌が歌われる。2018年の平昌オリンピック、2021年に行われた東京オリンピックにおいては、ロシアはドーピング問題のために国単位での参加を認められず、個人資格等で出場した選手についても表彰式での国歌演奏が許可されなかった。このため平昌においてはオリンピック賛歌、東京ではピョートル・チャイコフスキーの「ピアノ協奏曲第1番」の一部が国歌の代わりとして利用された。大韓民国と朝鮮民主主義人民共和国は、1991年に千葉県・幕張メッセで開催された第41回世界卓球選手権以降、たびたび統一チームを組んで国際大会に参加しているが、この場合には民族音楽である「アリラン」が国歌の代わりに用いられるのが慣例となっている。

## 国歌の改変・改訂
政体および政権の変更、または社会思想の変化にともない、国歌が改変、改訂、変更されることがある。
イギリスの国家「国王陛下万歳」（God Save the King）は、イギリスの君主が女王の際は「女王陛下万歳」（God Save the Queen）となり、歌詞中のKingとQueen、him/hisやherが切り替わるという、他の国歌と大きく異なる特徴を持つ。メロディーは君主の性別で変化しない。近年では、エリザベス2世の死去、チャールズ3世の国王即位により、2022年9月8日を境にQueenからKingへの切り替わりが生じた。
フランスの国歌「ラ・マルセイエーズ」は1792年、ストラスブール市で工兵大尉ルージェ・ド・リールによって「ライン軍歌」として作詞作曲され、それをマルセイユからの義勇兵がパリで広めたものである。1795年に国歌として制定されたが、ナポレオン・ボナパルトの第一帝政のときに「門出の歌」に変更され、1814年の復古王政によって演奏中止となった。「ラ・マルセイエーズ」は七月革命後に復活したが、1852年から1870年のあいだは公共の場での歌唱が禁止された。1879年に国歌であることを再確認されたが、その好戦的で血生臭い歌詞のため、たびたび歌詞改変運動が起こっている。
ドイツの国歌「ドイツの歌」はヴァイマル共和国時代に正式な国歌となったが、1番の歌詞に拡大主義的な内容を含んでいたため、第二次世界大戦で敗北した後、一時演奏禁止となった。1949年のドイツ連邦共和国（旧西ドイツ）成立時に、統一と権利と自由を謳う3番のみを公式なものとして復活させ、東西統一後のドイツでもこれが受け継がれている。
中華人民共和国の「義勇軍進行曲」は、1949年の建国時に国歌として採用された。その後、1966年から始まった文化大革命の時期に、作詞者の田漢が「漢奸」とされてからは歌われる機会が減少し、1975年に田漢が中国共産党籍を永久剥奪されて以降は曲のみが公式に演奏されるようになった。文革終結直後の1978年には毛沢東思想を賛美する歌詞が新たに作られ、元の曲に合わせて歌唱されるようになった。その後1982年12月の第五期全国人民代表大会第五回会議で、田漢の作詞による元の歌詞に戻された。
トルクメニスタンの「独立、中立、トルクメニスタンの国歌」は1997年に国歌として採用された。当時の同国は独裁者として知られたサパルムラト・ニヤゾフ（テュルクメンバシュ）大統領の統治下であり、国歌の歌い出しも「Türkmenbaşyň guran beýik binasy（テュルクメンバシュの作った偉大な建造物）」と、ニヤゾフ個人を称えるものであった。2006年にニヤゾフが死去した後、後任の大統領であるグルバングル・ベルディムハメドフにより、脱ニヤゾフ政策の一環として2008年に歌詞の変更がなされ、当該箇所は「Halkyň guran baky beýik binasy（人々の作った永遠に偉大な建造物）」と改められた。
その他、カナダ国歌の「True patriot love in all thy sons command（汝の息子たちすべての中に流れる真の愛国心）」という歌詞は男女同権の観点から長年問題視されており、2018年に「in all thy sons command（汝の息子たちすべての中に）」が「in all of us command（私たちすべての中に）」に改められた。
オーストラリア国歌に存在していた「For we are young and free（我らは若くて自由）」という歌詞は、イギリスによる植民地化以前からオーストラリア大陸に居住していたアボリジニに配慮する形で、2021年に「For we are one and free（我らは一つで自由）」と改定された。

## 国歌に準ずる曲
国歌に次いでその国を象徴するような歌（曲）が「第二の国歌」と呼ばれることがある。ほとんどの場合、法的に定められたものではない。
- 「第二の国歌」として知られる曲。
  -  イギリス：「希望と栄光の国」「我は汝に誓う、我が祖国よ」「ルール・ブリタニア」
  -  アメリカ：「星条旗よ永遠なれ」「アメリカ・ザ・ビューティフル」
  -  イタリア：「行け、我が想いよ、金色の翼に乗って」
  -  ロシア：「祖国の歌」「カチューシャ」「スラブ娘の別れ」
  -  オーストリア：「美しく青きドナウ」
  -  フィンランド：「フィンランディア」
  -  イラン：「Ey Iran」
  -  中国：「歌唱祖国」
  -  北朝鮮：「輝く祖国」
  - ：「海行かば」[6]「愛国行進曲」。第二次世界大戦前及び戦時中まで、第二国歌としての扱いを受けており様々な場面で唱和されていた。

前述の通り王室歌は国家の源流のひとつであり、国内的には国歌に準じた扱いを受ける場合が多い。イギリスやオランダなど国歌と王室歌が同一の国、タイやスウェーデンなど両者が異なる国がある。
大きな統一体の場合、欧州連合 (EU) の歌として、ルートヴィヒ・ヴァン・ベートーヴェンの「歓喜の歌」をもつ(欧州の歌)。東南アジア諸国連合は「The ASEAN Way」を2008年に公式の歌と定めている。国際連合とアフリカ連合も非公式な歌を持つ。
州や地域、旧ソ連・ロシアの共和国など、地方政府も国歌に相当するアンセム（州歌など）を持つ場合が多い。特に連邦制の国においては州も一国同等なので、国歌に準ずる扱いを受けることがある。

## 音楽家による評価
作曲家の團伊玖磨は晩年に、国歌の必要条件として、「短い事、エスニックである事、好戦的でない事の3条件」を挙げ、「イギリス国歌、ドイツ国歌、君が代の3つが白眉である」と評した。
なお、君が代については同時に、「音楽として歌曲としては変な曲だが、国歌としては最適な曲である。」と書いていた。